# جیکوب لافلند
جِـیکوب لافلند (انگلیسی: Jacob Lofland؛ زادهٔ ۳۰ ژوئیهٔ ۱۹۹۶) بازیگر اهل ایالات متحده آمریکا است. وی از سال ۲۰۱۱ میلادی تاکنون مشغول فعالیت بوده‌است.
از فیلم‌ها یا برنامه‌های تلویزیونی که وی در آن نقش داشته است، می‌توان به دونده مارپیچ: مشقت‌های اسکرچ و ماد اشاره کرد.